# Ostrów-Kolonia (Ostrów)
Ostrów-Kolonia – część wsi Ostrów w Polsce, położona w województwie wielkopolskim, w powiecie kolskim, w gminie Olszówka.
Dawniej samodzielna miejscowość i gromada w gminie Drzewce. W latach 1954–1961 w gromadzie Umień, następnie w gromadzie Drzewce.
W latach 1975–1998 miejscowość położona była w województwie konińskim.